# تريسنبيرج
تريسنبيرج بلدية تقع في ليختنشتاين ويبلغ عدد سكان البلدية 2638 نسمة. تقدر مساحتها 30 كيلومترًا مربعًا مما يجعلها أكبر بلدية في ليختنشتاين. يقع مركز البلدية على ارتفاع 884 - 1000 متر.

## التاريخ
أشتهرت تريسنبيرج ذات اللهجة المميزة ، التي يرجع تاريخها إلى تأثير مهاجري فالسر من العصور الوسطى ، مما أدى إلى وصولهم إلى المنطقة من القرن الرابع عشر في وقت مبكر. روجوا لهذه اللهجة بنشاط من قبل البلدية. حيث أن أهمية وجود هذه اللهجة أحد الأدلة على التنوع اللغوي الملحوظ من قبل الإمارة الصغيرة ، يتم التحدث بها جنبًا إلى جنب مع اللهجة الألمانية القياسية واللهجة ألليمانيك الشائعة في البلاد.

## جغرافية
وتضم بلدية 8 قرى: جافلي ، ملبون ، الماسشا ، روتينبودين ، سيلوم ، ستيج ، سوكا و وانجيربيرج . مالبون هي قرية منتجع التزلج الوحيدة في البلاد ، وتقع على مقربة من الحدود مع النمسا ( فورارلبرغ ).

## مشاهير
- غوستاف شادلر (1883 تريسنبيرج - 1961 في فادوز) ، سياسي ورئيس وزراء سابق في ليختنشتاين
- ماركو شادلر (مواليد 1964 في تريسنبيرج) مؤلف موسيقي ، درس الموسيقى في المعهد الموسيقي في فيلدكيرش ، النمسا.

## معرض الصور

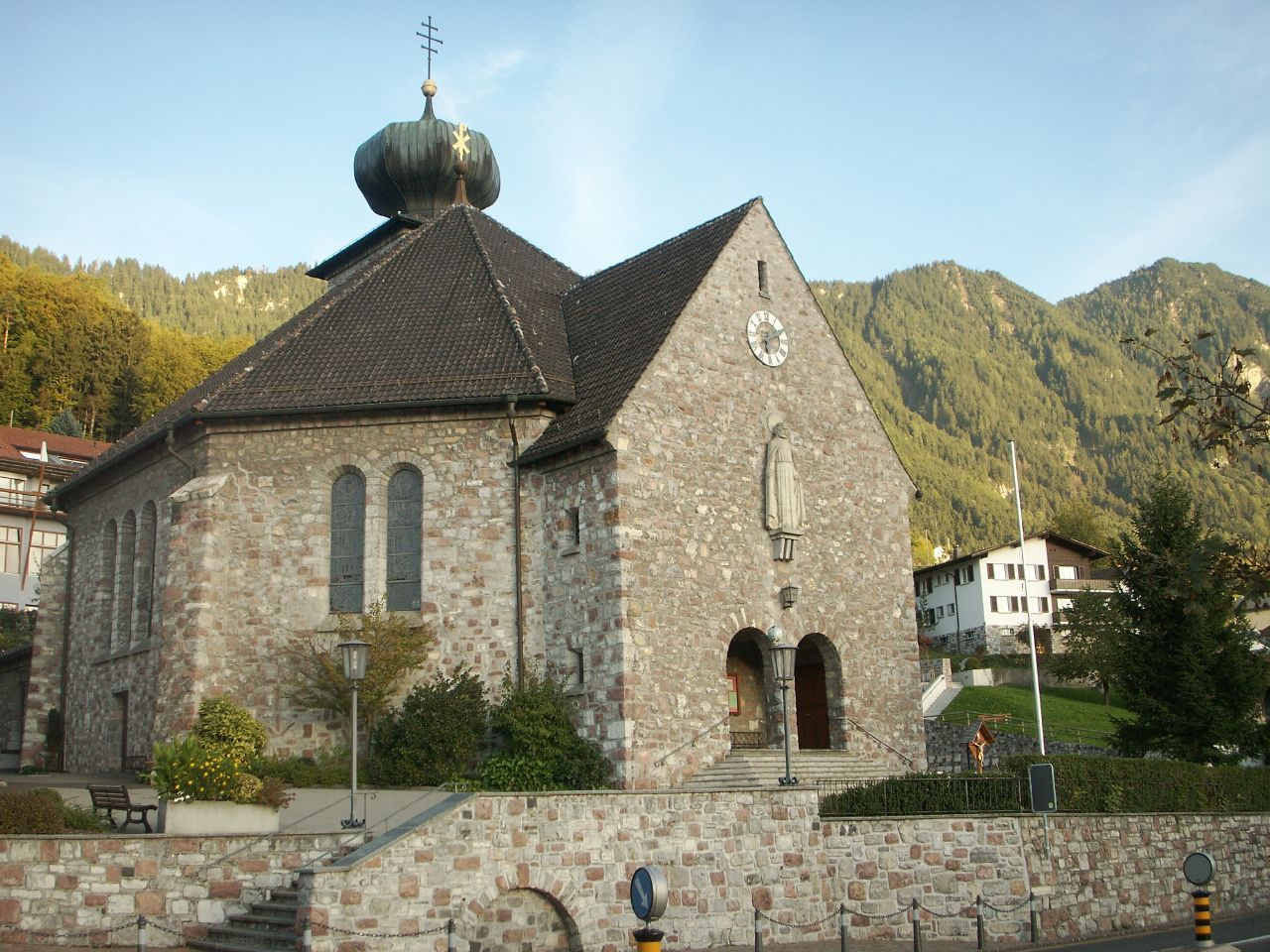
كنيسة أبرشية القديس يوسف
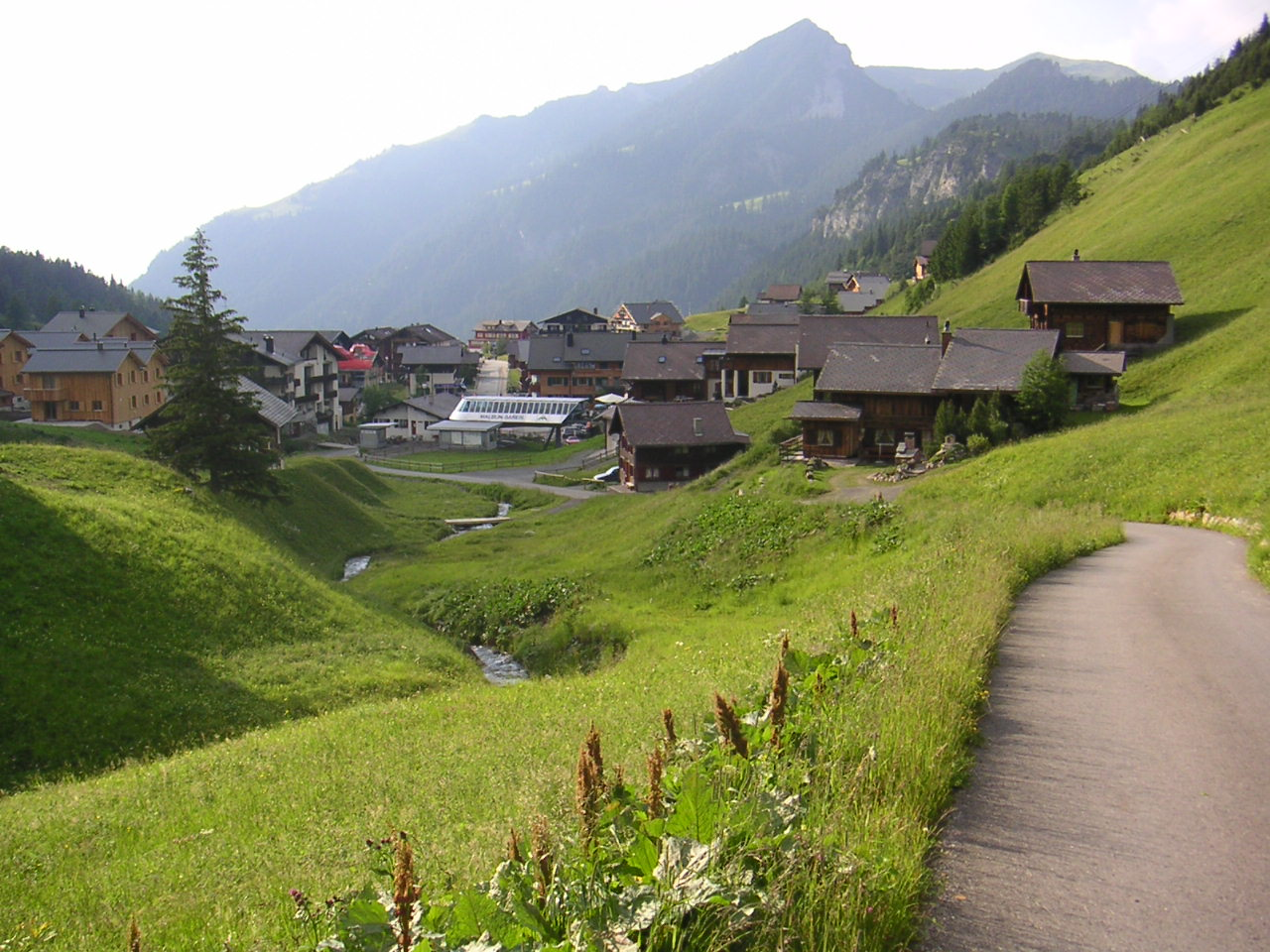
قرية مالبون